# Bullumba Landestoy
Pedro Rafael "Peter" Landestoy Duluc, conocido como Bullumba Landestoy (La Romana, 16 de agosto de 1924-Santo Domingo, 17 de julio de 2018), fue un pianista y compositor dominicano internacionalmente conocido por sus composiciones para piano y guitarra. Escribió numerosas canciones populares.

## Biografía
Nacido en la Romana estudió en el Conservatorio Nacional de Música de Santo Domingo. Su primera pieza para piano (Danza Loca) fue compuesta a sus 20 años.
La música compuesta por Bullumba han sido interpretadas por músicos de reconocimiento internacional. Entre ellos, han interpretado su obra para guitarra el dominicano Rafael Scarfullery y el colombiano Francisco Roldán. 
Martin Soderberg, pianista nacido en Suecia y criado en las Islas Canarias, hoy asentado en New York, grabó parte de  la obra pianística del maestro Landestoy y la difundió en varios conciertos en aquella ciudad, convirtiéndose en un difusor de esa música. En sus programas, cuando incluía la música de Rafael Landestoy Duluc - Bullumba -, solía completar el mismo con piezas de Manuel de Falla - 1876 - 1946 e Isaac Albéniz - 1860 - 1909. Brillantes compositores españoles que influenciaron la música de Bullumba Landestoy.
En el año 2000, Soderberg, grabó en  los estudios Swinney de New York, el CD Romántico, dedicado al  maestro Landestoy, de quien fue gran amigo y dedicado admirador. 
La pianista dominicana, María de Fátima Geraldes, ha grabado las obras para piano del compositor renombrado. A la pianista Geraldes le une un vínculo afectivo con al maestro, ya que su madre María Siragusa fue profesora del compositor, quien enviaba sus partituras a su maestra, sin importar la parte del mundo donde se encontrase.
Maestro Landestoy, cariñosamente y popularmente conocido como "Bullumba", escribió más de 100 canciones en el género pop, ganando reconocimiento internacional como compositor en la década de 1950 después de escapar de la dictadura de Trujillo y de viajar a México y Venezuela 
Su música ha sido interpretada y grabada por muchos cantantes grandes de América Latina, sobre todo de Celia Cruz, Toña la Negra, Alberto Beltrán, y Vicentico Valdés. Durante la Edad de Oro del cine mexicano, el gran Fernando Fernández inmortalizado sus canciones "Carita de ángel" y "Mi dulce querer",  orquestada por Chucho Zarzosa.
En los últimos veinte años, Maestro Landestoy centró su interés en el estilo de música clásica, una pasión que desarrolló en el Conservatorio de  en Santo Domingo, República Dominicana, donde estudió con María Siragusa. Escribió 12 piezas para guitarra, diez canciones de arte para soprano y piano, y 27 piezas para piano. Compuso la mayoría de su piano y piezas de guitarra en el Monasterio de San Antonio Abad en Humacao, Puerto Rico, donde comenzó un viaje espiritual en el año 1962. En el monasterio, que es también una universidad, fue profesor de piano, guitarra clásica y composición. 
El 17 de julio de 2018 falleció a los 93 años en un hospital de la República Dominicana.